# Los Parchís contra el inventor invisible
 Los Parchís contra el inventor invisible es una película de Argentina filmada en Eastmancolor dirigida por Mario Sabato según su propio guion escrito en colaboración con Víctor Proncet que se estrenó el 9 de julio de 1981 y que tuvo como actores principales a Los Parchís, Julio de Grazia y Javier Portales.

## Sinopsis
Un grupo de chicos cantantes van tras un científico que "secuestró" a un "amiguito" porque el científico cree que posee en el interior de su medalla, un componente de la máquina de la invisibilidad, creada por él.

## Reparto
- Los Parchís
  - Constantino Fernández Fernández
  - Yolanda Ventura Román
  - Gemma Prat Termens
  - David Muñoz Forcada
  - Óscar Ferrer Cañadas
- Julio de Grazia
- Javier Portales
- Carlos del Burgo
- Adrián Ferrario
- Jorge D'Elía
- Semillita
- Roberto Carnaghi
- Miguel Fontes
- Raúl Florido
- Juan Carlos Ricci

## Los Parchís
Parchís era un grupo musical vocal infantil que alcanzó repercusión tanto en España como en Latinoamérica en su primera época comprendida entre 1979 y 1985. A lo largo de sus primeros años de existencia obtuvo éxito en ventas de discos, giras, conciertos y películas. El grupo había sido pensado por la productora discográfica Discos Belter, de Barcelona con el nombre de "Parchís", en alusión a un popular juego de mesa en España de nombre homónimo. En Argentina y otros países este juego es conocido como "ludo". De esta forma, lo previsto era que contara con cuatro componentes que vestirían con los colores de las fichas de ese juego (rojo, azul, amarillo y verde). Sin embargo, tras el proceso de selección decidieron incluir a un quinto miembro del grupo,David , al que adjudicaron el rol del dado y el color blanco.

## Comentarios
La Prensa escribió:

«El trabajo del realizador, en torno a lo que hace a la coherencia narrativa, torna posible, no obstante esas falencias interpretativas.»

La Nación opinó:

«Comediantes de buenos recursos…quedaron sobrexpuestos en la tarea de apuntalar al resto. Y todo resulta reiterativo.»

Manrupe y Portela escriben:

«Segunda incursión cinematográfica de Los Parchís en la Argentina, con más medios económicos y otra historia remanida para lograr un éxito de taquilla.»